# Jan Dominik Jaśkiewicz
Jan Dominik Piotr Jaśkiewicz (ur. 6 lipca 1749 we Lwowie, zm. 14 listopada 1809 w Krakowie) – polski chemik, geolog i mineralog końca XVIII wieku, doktor medycyny Uniwersytetu Wiedeńskiego, profesor chemii i historii naturalnej w Szkole Głównej Koronnej, lekarz nadworny Stanisława Augusta Poniatowskiego od 1783.
Był twórcą polskiego słownictwa naukowego w mineralogii. Chemii polskiej przyswajał najnowsze osiągnięcia nauki światowej.

## Życiorys
Pochodził z nobilitowanej lwowskiej rodziny ormiańskiej. W 1775 uzyskał doktorat z medycyny na Uniwersytecie Wiedeńskim. Dzięki wsparciu króla Stanisława Augusta Poniatowskiego i osobistej protekcji Hugona Kołłątaja Komisja Edukacji Narodowej 28 kwietnia 1780 przyznała mu katedrę historii naturalnej i chemii w Szkole Głównej Koronnej. Wraz z Kołłątajem i Janem Śniadeckim rozpoczął reformę w duchu oświecenia, podupadłej Akademii Krakowskiej.
W latach 1780–1781 odbył podróż naukową do Austrii, południowych Niemiec i Francji. Odwiedził zakłady naukowe, kopalnie i odsłonięcia geologiczne. W 1781 wygłosił odczyt na posiedzeniu Académie royale des sciences w Paryżu i został zaliczony w poczet jej członków.
W 1782 podczas wyprawy naukowej z lekarzem, Pawłem Czempińskim, robił obserwacje geologiczne i botaniczne na południowo-wschodnim obrzeżeniu Gór Świętokrzyskich i w okolicach Krakowa. Pobrane wówczas próbki badał w zorganizowanym przez siebie laboratorium. Zebrane wtedy próbki dendrologiczne znalazły się w Gabinecie Historii Naturalnej Szkoły Głównej Koronnej dając początek (obecnemu) Zielnikowi Uniwersytetu Jagiellońskiego. Był pierwszym dyrektorem krakowskiego Ogrodu Botanicznego.
W 1784 (rok po braciach Montgolfier) wraz z Janem Śniadeckim skonstruował pierwszy w Polsce balon. Był propagatorem myśli Antoine’a Lavoisiera na gruncie polskim.
W dniu 25 czerwca 1787 wygłosił w Krakowie, w obecności króla Stanisława Augusta Poniatowskiego, wykład na temat rozwoju geologicznego Ziemi, ilustrując swoje rozważania przykładami zebranymi na Kielecczyźnie i w okolicach Krakowa. Przedstawione poglądy różniły się od obowiązującej kosmogonii biblijnej. Od króla otrzymał pochwałę i pierścień.
W 1787 wycofał się z pracy naukowej i osiadł w Pińczowie jako lekarz domowy Wielopolskich. W latach 1789–1790 był konsyliarzem Komisji Skarbu Koronnego do spraw robót górniczych. Rozpoczął próbną eksploatację złóż węgla kamiennego w okolicach Siewierza. Podjął jedne z pierwszych na świecie prób otrzymania koksu.
Po wybuchu insurekcji kościuszkowskiej został formalnie szefem Wydziału Instrukcji Narodowej Rady Najwyższej Narodowej, jednak w rzeczywistości jej pracami kierowali jego zastępcy.
Od 1800 był członkiem Towarzystwa Naukowego Warszawskiego.